# Синистер
«Синистер» (англ. Sinister — зловещий, кошмарный) — фильм ужасов режиссёра Скотта Дерриксона, в главных ролях Итан Хоук и Джеймс Рэнсон. Мировая премьера состоялась на кинофестивале «South by Southwest» 11 марта 2012 года. В России фильм вышел в широкий прокат 11 октября 2012 года.

## Сюжет
Скрыв тайну новой среды обитания от своей семьи, Эллисон — автор серии бестселлеров детективного жанра — переезжает с ними в небольшой городок, в дом, где год назад развернулась леденящая душу трагедия — были убиты все жильцы, кроме маленькой девочки, которая пропала без вести. При заселении писатель случайно находит на чердаке дома киноплёнки, которые являются ключом к тайне преступлений. Раскрывается ход произошедших событий — убита не одна семья, и каждое убийство связано с предыдущим. Также один ребёнок из каждой убитой семьи пропадал без вести.
Просмотрев киноплёнки, писатель начинает искать связь между семьями. В то время, как он увлечён своими поисками, его сына Тревора мучают приступы и кошмары по ночам, а его дочь создаёт рисунки с пропавшими детьми и сценами убийства. Найдя странный знак на стене в фильме, он обращается за помощью, с целью узнать, что обозначает этот знак. Ему рассказывают историю про злого духа времён Вавилона, Багула, который питается душами детей и тем самым поддерживает своё существование.
На своём чердаке писатель видит призраков пропавших детей. Испугавшись, он решает переехать обратно в свой предыдущий дом. Там он находит киноплёнку с надписью «Полная версия». В это время ему звонит полицейский и говорит, что каждая убитая семья жила в доме, где уже была убита предыдущая семья, и переехав из последнего дома в списке, Эллисон не только ускорил график Багула, но и внёс себя туда. Он пересматривает полные версии кинолент, где видно, что каждую семью убивали и снимали на кинокамеру пропавшие дети. Он вскакивает, но падает на пол и теряет сознание. Очнувшись, он видит связанную семью и дочь, вышедшую с камерой и топором, которая говорит ему: «Не бойся, папочка, я сделаю тебя знаменитым». После чего она начинает снимать, кладёт камеру рядом с ним и расчленяет членов своей семьи. Эшли идёт по коридору, снимая на камеру свои кровавые рисунки на стенах.
Далее идёт киноплёнка, проецирующаяся на стену, где есть все пропавшие дети, наблюдающие за Эшли, которая рисует свою убитую семью. Появляется Багул, дети на плёнке видят это и убегают. Багул берёт Эшли на руки, начинает идти и через мгновение идёт по коридору на киноплёнке.
В конце в коробке с киноплёнками появляется ещё одна с названием «Домашнее рисование».

## В ролях
- Итан Хоук — Эллисон Освальт[3]
- Джульет Райлэнс — Трейс Освальт
- Клер Фоли — Эшли Освальт
- Майкл Холл Д’Аддарио — Тревор Освальт
- Николас Кинг — Багул
- Фред Далтон Томпсон — шериф
- Джеймс Рэнсон — помощник шерифа
- Винсент Д’Онофрио — профессор Джонас

## «Самый страшный фильм»
По сообщению издания «Forbes», в результате исследования, проведённого в 2020 году, было установлено, что пульс зрителя при просмотре фильма «Синистер» увеличивается в среднем на 32 % — до 86 ударов в минуту, а на пике достиг 131. По утверждениям исследователей, это наибольший показатель среди 50 фильмов ужасов с наивысшей оценкой на Internet Movie Database, Rotten Tomatoes и Reddit.. Фильм был признан самым страшным фильмом ужасов в истории.

## Производство
Все показанные в фильме шесть домашних видео были сняты на реальную киноплёнку Super 8 и смонтированы до начала съёмок. Когда их смотрит Эллисон, то Итан Хоук во время съёмки этих сцен смотрел их полностью озвученными и смонтированными — то есть, именно в таком виде, в каком они представлены в самом фильме, из-за чего очень многие эмоции Хоука в данных сценах были его реальной реакцией на эти видеоряды.

## Кинонаграды
- Fangoria Chainsaw Awards — 2013 — Лучшая музыка
- Fright Meter Awards — 2012 — Лучшая музыка